# كاليغولا (مسرحية)
كاليغولا مسرحية للكاتب ألبير كامو الحاصل على جائزة نوبل في الأدب، بدأت في عام 1938 (تاريخ المخطوطة الأولى هو 1939) ونشرت لأول مرة في مايو 1944 عن دار غاليمار. عرضت لأول مرة في 26 سبتمبر 1945 في Théâtre Hébertot في باريس، وبطولة جيرار فيليب (كاليغولا)، ميشيل بوكيه وجورج فيتالي وأخرجها بول أوتلي. كانت المسرحية فيما بعد موضوعًا للعديد من المراجعات. وهي جزء مما أسماه كامو "دورة العبث"، مع رواية الغريب (1942) ومقالة أسطورة سيزيف (1942). أفاد عدد من النقاد أن القطعة وجودية، على الرغم من أن كامو نفى دائمًا انتمائه إلى هذه الفلسفة. تدور الأحداث حول الشخصية التاريخية كاليغولا، الإمبراطور الروماني المشهور بقسوته وسلوكه المجنون.

## نظرة عامة
تُصوّر المسرحية كاليغولا، إمبراطور روما، وهو ممزق بفعل وفاة دروسيللا، أخته وعشيقته. في نسخة كامو من الأحداث، يقوم كاليغولا في النهاية بتدبير اغتياله بنفسه عمدًا (تاريخيًا، وقع اغتيال كاليغولا في 24 يناير عام 41 ميلاديًا).

كتب ألبرت كامو عن مسرحيته:
 "كاليغولا، الأمير الذي يبدو طيبًا، يدرك عند وفاة دروسيللا (أخته وعشيقته) أن البشر يموتون وأنهم ليسوا سعداء. مهووس بالسعي وراء الـمطلق ومسموم بالاحتقار والرعب، يحاول أن يمارس من خلال القتل والفساد المنهجي لكل القيم حرية يكتشف في النهاية أنها ليست حرية حقيقية. يرفض الصداقة والحب، والتضامن البشري البسيط، والخير والشر. يستغل كلام من حوله، ويجبرهم على المنطق، ويمسح الجميع من حوله بقوة رفضه وبغضب الهدم الذي يحرك شغفه للحياة".
ويتابع:
 "لكن إذا كانت حقيقته هي التمرد على القدر، فمقدرته هي المعارضة وإنكار الآخرين. لا يمكن للمرء أن يدمر دون أن يدمر نفسه. لهذا السبب يفرغ كاليغولا العالم من حوله، ووفقا لمنطقه، يرتب تسليح أولئك الذين سيقتلونَه في النهاية. كاليغولا هي قصة انتحار متفوق. إنها قصة أخطر وأشد الأخطاء إنسانيةً ومأساوية. غير مخلص للبشر، لكنه مخلص لنفسه، يرضى كاليغولا بالموت بعد أن فهم أنه لا يمكن لأحد أن يخلص نفسه وحده، وأنه لا يمكن أن يكون الإنسان حرًا في معارضته للآخرين".

## الشخصيات
توجد عدة شخصيات رئيسية في المسرحية تدور حولها الأحداث، وهي:
1. كاليغولا:  الإمبراطور الروماني، الشخصية المحورية في المسرحية. يتميز بطبيعته المتناقضة؛ فهو يبحث عن الحقيقة المطلقة والحرية المطلقة، ويُظهر في نفس الوقت جنونًا وسادية. يتحول من شخصية طبيعية إلى شخصية مستبدة ومجنونة بعد وفاة أخته وحبيبته دروسلا.
2. درسولا (Drusilla): أخت كاليغولا وحبيبته، موتها هو الشرارة التي تدفع كاليغولا نحو الجنون والعنف.
3. تشيرون (Cherea): نبيل روماني، يمثل المعارضة لكاليغولا، ويعتبر الشخصية التي ستتحدى حكمه في نهاية المسرحية.
4. هيليوس (Helicon): صديق لكاليغولا وواحد من المقرّبين منه، يحاول أن يوازن بين ولائه وإدراكه لتغير شخصية الإمبراطور.
5. أبوتينوس (Apollonius): فيلسوف وصديق لكاليغولا، يمثل الفكر الحر والتمرد الفكري.
6. كاسياس (Cassius): أحد النبلاء الذين يتحالفون ضد كاليغولا.
7. فاليريوس (Valerius): نبيل روماني آخر، ينتمي أيضًا إلى المعارضة.